# Kathrin Boron
Kathrin Boron (n. 4 noiembrie 1969, Eisenhüttenstadt, Brandenburg, Germania) este o canotoare ce a reprezentat Germania, medaliată olimpică. A participat la 5 ediții ale Jocurilor Olimpice (1992, 1996, 2000, 2004, 2008) în care a câștigat două medalii de aur.